# توپ طلای ۱۹۸۰
توپ طلای ۱۹۸۰ (فرانسوی: 1980 Ballon d'Or‎) ۲۵مین رویداد سالیانهٔ توپ طلا بود که از سوی مجلهٔ فرانس فوتبال به بهترین بازیکن فوتبال در سال ۱۹۸۰ اعطا گردید که در این سال، کارل-هاینتس رومنیگه برندهٔ توپ طلا شد.

## رتبه‌بندی
| ردیف | نام                 | باشگاه                           | ملیت                            | امتیاز |
| ---- | ------------------- | -------------------------------- | ------------------------------- | ------ |
| ۱    | کارل-هاینتس رومنیگه | باشگاه فوتبال بایرن مونیخ        | آلمان غربی                      | ۱۲۲    |
| ۲    | برند شوستر          | باشگاه فوتبال بارسلونا           | آلمان غربی                      | ۳۴     |
| ۳    | میشل پلاتینی        | باشگاه فوتبال سن-اتین            | فرانسه                          | ۳۳     |
| ۴    | ویلفرید فان موئر    | Beveren                          | بلژیک                           | ۲۷     |
| ۵    | یان کولمانس         | باشگاه فوتبال کلوب بروژ          | بلژیک                           | ۲۰     |
| ۶    | هورشت هروبش         | باشگاه فوتبال هامبورگ            | آلمان غربی                      | ۱۸     |
| ۷    | هربرت پروهاسکا      | باشگاه فوتبال اینتر میلان        | اتریش                           | ۱۴     |
| ۸    | هانسی مولر          | باشگاه فوتبال اشتوتگارت          | آلمان غربی                      | ۱۱     |
| ۸    | لیام بردی           | باشگاه فوتبال یوونتوس            | جمهوری ایرلند                   | ۱۱     |
| ۱۰   | مانفرد کالتس        | باشگاه فوتبال هامبورگ            | آلمان غربی                      | ۱۰     |
| ۱۱   | اروین فاندنبرگ      | باشگاه فوتبال لیرسه              | بلژیک                           | ۹      |
| ۱۱   | لوییس آرکونادا      | باشگاه فوتبال رئال سوسیداد       | اسپانیا                         | ۹      |
| ۱۱   | دینو زوف            | باشگاه فوتبال یوونتوس            | ایتالیا                         | ۹      |
| ۱۴   | کنی دالگلیش         | باشگاه فوتبال لیورپول            | اسکاتلند                        | ۵      |
| ۱۴   | Bruno Pezzey        | باشگاه فوتبال آینتراخت فرانکفورت | اتریش                           | ۵      |
| ۱۶   | تری مک‌درموت         | باشگاه فوتبال لیورپول            | انگلستان                        | ۴      |
| ۱۶   | ویو اندرسون         | باشگاه فوتبال ناتینگهام فارست    | انگلستان                        | ۴      |
| ۱۶   | رود کرول            | باشگاه فوتبال ناپولی             | هلند                            | ۴      |
| ۱۶   | فرانچسکو گراتسیانی  | باشگاه فوتبال تورینو             | ایتالیا                         | ۴      |
| 20   | Ladislav Vízek      | دوکلا پراگ                       | چکسلواکی                        | ۳      |
| 20   | Manuel Bento        | باشگاه فوتبال بنفیکا             | پرتغال                          | ۳      |
| ۲۲   | فرانک آرنسن         | باشگاه فوتبال آژاکس آمستردام     | دانمارک                         | ۲      |
| ۲۲   | آنتونین پاننکا      | باشگاه فوتبال بوهمیانس ۱۹۰۵      | چکسلواکی                        | ۲      |
| ۲۲   | دیوید اویلری        | باشگاه فوتبال آرسنال             | جمهوری ایرلند                   | ۲      |
| ۲۲   | ولادیمیر پتروویچ    | باشگاه فوتبال ستاره سرخ بلگراد   | جمهوری فدرال سوسیالیست یوگسلاوی | ۲      |
| ۲۲   | زبیگنیف بونیک       | باشگاه فوتبال ویدزف ووچ          | لهستان                          | ۲      |
| ۲۷   | جانکارلو آنتونیونی  | باشگاه فوتبال فیورنتینا          | ایتالیا                         | ۱      |
| ۲۷   | آلساندرو آلتوبلی    | باشگاه فوتبال اینتر میلان        | ایتالیا                         | ۱      |
| ۲۷   | Marcel Răducanu     | باشگاه فوتبال استوا بخارست       | رومانی                          | ۱      |
| ۲۷   | تروور فرانسیس       | باشگاه فوتبال ناتینگهام فارست    | انگلستان                        | ۱      |
| ۲۷   | Zdeněk Nehoda       | دوکلا پراگ                       | چکسلواکی                        | ۱      |
| ۲۷   | پیتر شیلتون         | باشگاه فوتبال ناتینگهام فارست    | انگلستان                        | ۱      |